# Avion Academy
Maillots
Actualités
Avion Academy est un club de football camerounais basé dans le département du Nkam et à Douala, fondé en 2012.

## Historique
Le club fondé en 2012, gravit un à un les échelons du football, Ligue départementale du Nkam (saison 2012-2013), Ligue régionale du Littoral (saison 2013-2014), il atteint l'Elite Two en 2018.
Promu en 2019 en championnat national Elite One, il termine 6e du groupe A en 2019, 7e en 2020-2021.
Saison 2022, le club atteint les demi-finales de la Coupe du Cameroun et s'incline face aux Bamboutos de Mbouda.
Le club est relégué à l'issue de la saison Elite One 2023-2024 et évolue en Elite Two du Cameroun pour la saison 2024-2025.

## Palmarès
| Compétitions nationales                               |
| ----------------------------------------------------- |
| - Championnat du Cameroun D2 (1) : - Champion : 2018. |